# Adriana Reami
Adriana Reami (* 13. November 1997 in Miami) ist eine US-amerikanische Tennisspielerin.

## Karriere
Reami spielt bisher ausschließlich Turniere der ITF Women’s World Tennis Tour, wo sie vier Einzel- und zwei Doppeltitel gewann.

## College Tennis
Reami spielte für das Damentennisteam der Wolfpacks der North Carolina State University.

## Turniersiege

### Einzel
| Nr. | Datum           | Turnier       | Kategorie | Belag     | Finalgegnerin         | Ergebnis   |
| --- | --------------- | ------------- | --------- | --------- | --------------------- | ---------- |
| 1.  | 14. Juli 2019   | Cancun        | ITF W15   | Hartplatz | Linnéa Malmqvist      | 6:3, 6:2   |
| 2.  | 21. Juli 2019   | Cancun        | ITF W15   | Hartplatz | Thaisa Grana Pedretti | 7:62, 7:65 |
| 3.  | 3. Oktober 2021 | Lubbock       | ITF W15   | Hartplatz | Mccartney Kessler     | 7:66, 6:1  |
| 4.  | 6. März 2022    | Santo Domingo | ITF W25   | Hartplatz | Joanne Züger          | 6:3, 7:5   |

### Doppel
| Nr. | Datum              | Turnier          | Kategorie | Belag     | Partnerin   | Finalgegnerinnen                   | Ergebnis  |
| --- | ------------------ | ---------------- | --------- | --------- | ----------- | ---------------------------------- | --------- |
| 1.  | 20. Juli 2019      | Cancún           | ITF W15   | Hartplatz | Anna Rogers | Tiphanie Fiquet Justina Mikulskytė | 7:61, 6:4 |
| 2.  | 17. September 2022 | Caldas da Rainha | ITF W60+H | Hartplatz | Anna Rogers | Elysia Bolton Jamie Loeb           | 6:4, 7:5  |